# Cuerda (geometría)

La línea roja BX es una cuerda.

Una cuerda (o subtensa de una curva) es un segmento con sus extremos sobre dicha curva o aquel determinado por cualquier pareja de puntos de una circunferencia. La recta que contiene a  una cuerda se denomina secante a la curva.

## Cuerdas de un círculo
Entre las propiedades de las cuerdas de un círculo se encuentran las siguientes:
1. Las cuerdas son equidistantes del centro si y solo si sus longitudes son iguales.
2. La mediatriz de una cuerda pasa por el centro.
3. Si las extensiones lineales (líneas secantes) de las cuerdas AB y CD se intersecan en un punto g, entonces sus longitudes satisfacen AP·PB = CP·PD, (ver potencia de un punto).
4. La cuerda de mayor longitud posible para un determinado círculo es cualquiera de sus diámetros.

La superficie limitada por un arco y la cuerda que la subtiende se llama segmento circular.

## Cuerdas en trigonometría
Las cuerdas fueron usadas extensivamente en el desarrollo inicial de la trigonometría. La primera tabla trigonométrica conocida, compilada por Hiparco de Nicea, tabulaba el valor de la función cuerda por cada 7,5 grados.
La función cuerda es definida geométricamente como en la imagen. La cuerda de un ángulo es la longitud dimensional de la cuerda entre dos puntos separados por ese ángulo en una circunferencia de radio unitario. Al tomar uno de los puntos como cero, puede fácilmente ser relacionada con la moderna función trigonométrica seno:

{\displaystyle {\mbox{crd}}\ \theta ={\sqrt {(1-\cos \theta )^{2}+\operatorname {sen} ^{2}\theta }}={\sqrt {2-2\cos \theta }}=2{\sqrt {\frac {1-\cos \theta }{2}}}=2\operatorname {sen} {\frac {\theta }{2}}.}

El último paso utiliza la fórmula de medio ángulo. Gran parte de la trigonometría moderna se basa en la función seno, mientras que la trigonometría antigua fue construida sobre la base de la función cuerda. Hiparco habría escrito una obra en doce volúmenes sobre las cuerdas. La función cuerda satisface muchas identidades análogas a aquellas modernas bien conocidas:
| Nombre       | Basada en seno                                                                                       | Basada en cuerda                                                                                      |
| ------------ | --- | --- |
| Pitagórica   | {\displaystyle \operatorname {sen} ^{2}\theta +\cos ^{2}\theta =1}                                   | {\displaystyle {\mbox{crd}}^{2}\theta +{\mbox{crd}}^{2}(180^{\circ }-\theta )=4}                      |
| Medio ángulo | {\displaystyle \operatorname {sen} {\frac {\theta }{2}}=\pm {\sqrt {\frac {1-\cos ^{2}\theta }{2}}}} | {\displaystyle {\mbox{crd}}\ {\frac {\theta }{2}}=\pm {\sqrt {2-{\mbox{crd}}(180^{\circ }-\theta )}}} |

La identidad de medio ángulo agiliza enormemente la creación de tablas de cuerdas. Las tablas de cuerdas antiguas solían utilizar un gran valor para el radio del círculo, con lo que era una simple cuestión de escalar para determinar la cuerda necesaria para cualquier círculo. Según G. J. Toomer, Hiparco usó un círculo de radio 3438' (=3438/60=57.3). Este valor es extremadamente cercano al {\displaystyle 180/\pi } (=57.29577951...). Una ventaja de esta elección de radio era que permitía aproximar de forma muy precisa la cuerda de un ángulo pequeño. En términos modernos, permitía una aproximación lineal simple:

{\displaystyle {\frac {3438}{60}}{\mbox{crd}}\ \theta =2{\frac {3438}{60}}\operatorname {sen} {\frac {\theta }{2}}\approx 2{\frac {3438}{60}}{\frac {\pi }{180}}{\frac {\theta }{2}}=\left({\frac {3438}{60}}{\frac {\pi }{180}}\right)\theta \approx \theta .}

## Cálculo de cuerdas de círculos
Cuando se desconoce la longitud de una cuerda de círculo es posible calcularla basándose en otros datos, la siguiente tabla reúne las fórmulas adecuadas para lograrlo:
| Datos iniciales       | Radio ( r )                                                               | Diámetro ( Ø )                                                               |
| --------------------- | ------------------------------------------------------------------------- | ---------------------------------------------------------------------------- |
| Sagita (flecha) ( s ) | {\displaystyle c=2{\sqrt {s(2r-s)}}}                                      | {\displaystyle c=2{\sqrt {s(\phi -s)}}}                                      |
| Apotema ( a )         | {\displaystyle c=2{\sqrt {r^{2}-a^{2}}}}                                  | {\displaystyle c={\sqrt {\phi ^{2}-4a^{2}}}}                                 |
| Ángulo ( θ )          | {\displaystyle c=2r\operatorname {sen} \left({\frac {\theta }{2}}\right)} | {\displaystyle c=\phi \operatorname {sen} \left({\frac {\theta }{2}}\right)} |

Donde los símbolos representan respectivamente, c la longitud de la cuerda (a calcular), s la sagita, a el apotema, r el radio, Ø el diámetro y θ el ángulo que abarca el arco circular correspondiente a la cuerda en cuestión.

La sagita —también conocida como flecha— es la altura máxima del arco circular, se mide desde el punto medio de la cuerda hasta el cenit o cima del arco circular, tiene dirección radial (perpendicular a la cuerda), su longitud es → s = r - a.